# Ейми Смарт
Ейми Лисли Смарт (родена на 26 март 1976 г.) е американска телевизионна и кино актриса и бивша манекенка.

## Ранни години
Смарт е родена в Topanga, California, дъщеря на Джуди (работничка в музей) и Джон Смарт (търговец). Вдъхновена от приятелката си Ванеса Шоу(Vinessa Shaw), Смарт учи балет 10 години и записва актьорски курсове когато е на 16, но започва кариерата си като манекенка работеща в Италия, Франция, Мексико и Таити.

## Кариера
Първият филм на Смарт е ролята на режисьор във филма на Martin Kunert Campfire Tales, последвана от малка роля като Куини в интерпретацията от 1996 г. на кратката история на Джон Ъпдайк, „A&P“. Получава малка роля във филма от 1997 г. Звездни рейнджъри като помощник пилот на Carmen Ibanez (Дениз Ричардс). Има основна роля в мини сериала '70-те' (The 70s), игрейки млада жена от Охайо.
През 1999 г., Смарт играе приятелката на популярен футболист по американски футбол във филма Отборът (Varsity Blues).
Смарт се появява и в сериала Фелисити, като приятелката на Scott Foley.
Други филми в които участва са Голямото пътуване (2000) и Ефектът на пеперудата (2004). Играе два пъти като двойка с Брекин Майър, в Голямото пътуване и Луда надпревара.
През 2002 г., тя е поставена под номер #27 в списание Stuff – „100 най-секси жени на света“ и през 2004 г. е номинирана за „Най-добра целувка“ на MTV Movie Awards за ролята ѝ в Старски и Хъч.
През 2005, Смарт си партнира с Райън Рейнолдс в романтичната комедия Просто приятели, който има общо приходи в САЩ възлизащи на $32 619 761 и за целия свят – $50 817 598.
Смарт играе малка роля и в американския сериал Смешно отделение, играейки Джейми Мойер, една от възлюбените на основния герой J.D. Scrubs.
През 2005 г., Смарт участва като Сара в независимия ангийски филм The Best Man. Във филма си прартнира със Seth Green.
Появява се и във филма Огън в кръвта (2006 г.), в ролята на приятелката на основния герой Чев Челиос (в ролята Джейсън Стейтъм). Играе и в продължението на филма през 2009 г. Огън в кръвта:Високо напрежение, в ролята на танцьорка на пилон.
Смарт участва редовно в кратко просъществувалия сериал през 2006 г. на телевизия CBS Смит. Тя озвучава и някои от ролите в анимационния сериал Robot Chicken, създаден от Seth Green. Смарт участва като Джой във филма от 2006 г. Peaceful Warrior, в който участват Scott Mechlowicz и Ник Нолти. Играе още и като Мелиса в независимия филм Седмата луна.

## Личен живот
Смарт е била говорител на организацията Heal the Bay. Работила е още с Humane Society и Environmental Media Association.
Смарт е имала връзка с Branden Williams повече от 10 години. След като се среща с Carter Oosterhouse от HGTV за кратко, двамата се сгодяват на 21 април 2011.
Бившата съквартирантка на Смарт и най-добра приятелка Ali Larter участва с нея в Varsity Blues и заедно са манекенки в Милано.

## Филмография
| Година | Филм                              | Роля                         | Забележки          |
| ------ | --------------------------------- | ---------------------------- | ------------------ |
| 1996   | A&P                               | Queenie                      |                    |
| 1996   | Seduced By Madness                | Girl #1                      |                    |
| 1997   | Campfire Tales                    | Jenny                        |                    |
| 1997   | High Voltage                      | Molly                        |                    |
| 1997   | The Last Time I Committed Suicide | Jeananne                     |                    |
| 1997   | Звездни рейнджъри                 | Cadet (Later Lt.) Lumbreiser |                    |
| 1998   | How to Make the Cruelest Month    | Dot Bryant                   |                    |
| 1998   | Strangeland                       | Angela Stravelli             |                    |
| 1998   | Circles                           | Allison                      | aka Crossing Paths |
| 1998   | Starstruck                        | Tracey Beck                  |                    |
| 1999   | Outside Providence                | Jane Weston                  |                    |
| 1999   | Varsity Blues                     | Jules Harbor                 |                    |
| 2000   | Голямото пътуване                 | Beth Wagner                  |                    |
| 2001   | Луда надпревара                   | Tracy Faucet                 |                    |
| 2001   | Scotland, PA                      | Stacy (Hippie #1)            |                    |
| 2002   | Магистрала 60                     | Lynn Linden                  |                    |
| 2003   | National Lampoon's Barely Legal   | Naomi Feldman                |                    |
| 2003   | The Battle of Shaker Heights      | Tabby Bowland                |                    |
| 2003   | Blind Horizon                     | Liz Culpepper                |                    |
| 2004   | Starsky & Hutch                   | Holly                        |                    |
| 2004   | Ефектът на пеперудата             | Kayleigh Miller              |                    |
| 2004   | Win a Date with Tad Hamilton!     | Nurse Betty                  |                    |
| 2004   | Willowbee                         | Burglar                      |                    |
| 2005   | Just Friends                      | Jamie Palamino               |                    |
| 2005   | Bigger Than the Sky               | Grace Hargrove               |                    |
| 2005   | The Best Man (aka Unhitched)      | Sarah Marie Barker           |                    |
| 2006   | Огън в кръвта                     | Eve Lydon                    |                    |
| 2006   | Peaceful Warrior                  | Joy                          |                    |
| 2008   | Life in Flight                    | Catherine                    |                    |
| 2008   | Mirrors                           | Angela Carson                |                    |
| 2008   | Seventh Moon                      | Melissa                      |                    |
| 2009   | Crank: High Voltage               | Eve Lydon                    |                    |
| 2009   | Love N' Dancing                   | Jessica Donovan              |                    |
| 2011   | Columbus Circle                   | Lillian Hart                 | Post-production    |
| 2011   | Dead Awake                        | Natalie                      | Post-production    |

## Телевизия
| Година      | Заглавие                        | Роля                                          | Забележки              |
| ----------- | ------------------------------- | --------------------------------------------- | ---------------------- |
| 1996        | Her Costly Affair               | Dee                                           | Television movie       |
| 1999        | Brookfield                      | Daly Roberts                                  | Series Regular         |
| 1999 – 2001 | Фелисити                        | Руби                                          | 16 епизода             |
| 2000        | The '70s                        | Christie Shales                               | Television movie       |
| 2003 – 2009 | Смешно отделение                | Jamie Moyer a.k.a. „T.C.W.“ (Tasty Coma Wife) | 4 епизода              |
| 2005 – 2011 | Robot Chicken                   | Voice                                         | 6 епизода              |
| 2006 – 2007 | Смит                            | Annie                                         | 7 епизода              |
| 2008        | The Meant to Be's               | Janine                                        | Television movie       |
| 2009        | See Kate Run                    | Katherine Sullivan                            | Television pilot       |
| 2009        | World War II in High Definition | June Wandrey (voiceover)                      | Television documentary |
| 2011        | Shameless (US) (TV Series)      | Jasmine                                       | TV Series Showtime     |